# Hirohiko Araki
Hirohiko Araki (荒木 飛呂彦?, Araki Hirohiko; Sendai, 7 giugno 1960) è un fumettista giapponese.
Ha fatto il suo debutto nel 1980 con lo one-shot Poker armato, e ha cominciato la carriera artistica con le storie brevi Magical B.T., Gorgeous Irene e Baoh. Araki è conosciuto principalmente per la sua longeva serie Le bizzarre avventure di JoJo, pubblicata su Weekly Shōnen Jump a partire dal 1987, che ha venduto più di 100 milioni di copie nel solo Giappone. La storia è piena di riferimenti alla musica rock e all'Italia, due passioni di cui l'autore non ha mai fatto mistero.

## Biografia

### Infanzia e gioventù
Araki è nato e cresciuto a Sendai, insieme ai suoi genitori e alle sorelle gemelle minori. Ha imputato alle scocciature della sorella il motivo per il quale passava spesso tempo da solo nella sua stanza a leggere manga. Ha citato Ai to makoto di Ikki Kajiwara come il suo preferito e l'ammirazione per gli artbook di suo padre come il motivo che lo spinse a disegnare manga. È stato particolarmente influenzato dal pittore francese Paul Gauguin. Dopo che un amico gli fece i complimenti per le sue creazioni, cominciò a disegnare manga ad insaputa dei suoi genitori. Presentò quindi il suo primo lavoro ad una rivista durante il suo primo anno di scuola superiore. Tutte le sue bozze vennero rifiutate, mentre altri artisti della sua età o più giovani debuttavano con successo. Decise quindi di recarsi personalmente agli uffici degli editori a Tokyo, per capire il motivo del suo insuccesso, portandosi dietro un manga a cui aveva lavorato tutta la notte. L'editore della Shūeisha che incontrò criticò il suo lavoro, ma disse che aveva potenziale e gli suggerì di rifinirlo in vista dell'imminente Premio Tezuka. Abbandonata l'università prima di essersi laureato, nel 1980 presentò infine lo one-shot Poker armato (Busō pōkā), firmato con lo pseudonimo Toshiyuki Araki (荒木 利之?, Araki Toshiyuki) e ambientato nel far West, che ottenne un riconoscimento al Premio Tezuka di quell'anno.

### Debutto eLe bizzarre avventure di JoJo

Copertina di Baoh, una delle prime opere di Araki a mostrare le caratteristiche peculiari dello stile dell'autore.

La sua prima opera serializzata fu Magical B.T., pubblicata in sei capitoli su Weekly Shōnen Jump dal 1982 al 1983, su di un giovane mago che risolve misteri. Ma la prima serie a mostrare il livello di violenza che sarà poi la caratteristica di tutte le sue opere fu, nel 1984, Baoh. Narra la storia di un uomo che viene infettato da un parassita per conto di un'organizzazione criminale; ottenendo così dei super poteri che poi utilizza per combattere il gruppo. Con Gorgeous Irene, nel 1985, sviluppò il suo personalissimo stile artistico, fatto di personaggi robusti e muscolosi e caratterizzato da uno stile appariscente e sgargiante.
La sua serie successiva, pubblicata a partire dal 1987 con il titolo di Le bizzarre avventure di JoJo, sarebbe diventata la sua opera magna. La storia è ambientata nell'Inghilterra di fine ottocento e segue le avventure di Jonathan Joestar (soprannominato "JoJo") e del suo fratello adottivo, Dio Brando, il quale è intenzionato a uccidere il padre adottivo per ottenerne la ricca eredità. Determinato a proteggere il genitore, Jojo apprende la tecnica di combattimento delle "onde concentriche", contrastando Dio, entrato in possesso di un'antica maschera di pietra in grado di tramutarlo in vampiro. Gli archi narrativi successivi di JoJo si incentrano su diversi discendenti della famiglia Joestar, e sono ambientati in epoche e luoghi diversi. La terza parte, Stardust Crusaders, abbandona la storia di vampiri e introduce le abilità conosciute come Stand, che rimarranno un marchio di fabbrica per tutta la durata della serie.

### Fama internazionale e altri lavori
Nel 2009 Araki è stato uno dei cinque artisti internazionali selezionati dal Museo del Louvre per rappresentare la varietà artistica nel settore dei fumetti. Per l'occasione creò l'opera Rohan au Louvre, con protagonista Rohan Kishibe della serie di JoJo ed ambientata proprio al Louvre, le cui tavole sono state esposte dal 19 gennaio al 13 aprile all'interno della mostra Le Louvre invite la bande dessinée ("Il Louvre invita il fumetto"). L'anno successivo il manga è apparso in Giappone sulla rivista Ultra Jump, mentre nel 2012 è stato pubblicato in Italia da 001 Edizioni.
Dal 17 settembre al 6 ottobre 2011 il negozio Gucci di Shinjuku ha ospitato l'esposizione "Gucci x Hirohiko Araki x Spur 'Kishibe Rohan Gucci e Iku' Exposition", una collaborazione tra la casa di moda italiana, l'autore giapponese e la rivista di moda di Shūeisha Spur. La mostra celebrava i novant'anni di attività della Gucci e ha presentato diverse tavole di Araki, incluse illustrazioni di pezzi della collezione autunno/inverno 2011-2012 e le pagine del manga one-shot Kishibe Rohan Gucci e Iku, realizzato dall'artista per l'edizione di ottobre della rivista Spur. Un'ulteriore spin-off di JoJo realizzato da Araki, Jolyne, Gucci de tobu, è apparso su Spur nell'edizione di febbraio 2013.
Per aumentare la consapevolezza dell'opera di ricostruzione in atto nel sito UNESCO di Hiraizumi, danneggiato dal terremoto e maremoto del Tōhoku del 2011, Araki ha realizzato dei disegni dei siti e dei monumenti protetti. Una mostra intitolata "Hirohiko Araki JoJo Exhibition" è stata inaugurata nella città natale di Araki, Sendai, nel luglio 2012, per celebrare i 25 anni di pubblicazione de Le bizzarre avventure di JoJo, ed è stata poi spostata a Tokyo a ottobre.

## Opere
- Poker armato (武装ポーカー?, Busō pōkā) (1980)
- Outlaw Man (アウトロー・マン?, Autorō man) (1981)
- Salutami Virginia (バージニアによろしく?, Bājinia ni yoroshiku) (1982)
- Magical B.T. (魔少年ビーティー?, Mashōnen bī tī) (20 settembre 1983 - 22 novembre 1983)
- Baoh (バオー来訪者?, Baō raihōsha) (9 ottobre 1984 - 12 febbraio 1985)
- Gorgeous Irene (ゴージャス☆アイリン?, Gōjasu Airin) (1985 - 1986)
- Le bizzarre avventure di JoJo (ジョジョの奇妙な冒険?, Jojo no kimyō na bōken) (2 dicembre 1986 - in corso)
- Vite bizzarre di gente eccentrica (変人偏屈列伝?, Henjin henkutsu hetsuden) (1989 - 2003)
- Under Execution, Under Jailbreak (死刑執行中脱獄進行中?, Shikei shikkōchū datsugoku shinkōchū) (1994)
- Dolce: Die Hard the Cat (ドルチ ～ダイ・ハード・ザ・キャット～?, Doruchi dai hādo za kyatto) (1996)
- Così parlò Rohan Kishibe (岸辺露伴は動かない?, Kishibe Rohan wa ugokanai) (7 luglio 1997 - 26 febbraio 2018)
- Deadman's Questions (デッドマンズQ?, Deddomanzu Kuesuchonzu) (2 giugno 1999 - 7 luglio 1999)
- Oingo to Boingo kyōdai daibōken (オインゴとボインゴ兄弟 大冒険?) (23 ottobre 2002)
- Rohan al Louvre (岸辺露伴 ルーヴルへ行く?, Kishibe Rohan Rūvuru e iku) (8 aprile 2010)
- Rohan Kishibe va da Gucci (岸辺露伴 グッチへ行く?, Kishibe Rohan Gutchi e iku) (23 agosto 2011)
- Jolyne, Fly High with Gucci (徐倫、GUCCIで飛ぶ?, Jorīn, Gutchi de tobu) (22 dicembre 2012)